# 斑點稜箱魨
斑點稜箱魨為輻鰭魚綱魨形目鱗魨亞目箱魨科的其中一種，為熱帶海水魚，分布於西大西洋區，從美國佛羅里達至巴西海域，棲息深度3-50公尺，骨板上微白色，有很多的小黑色的斑點，尾柄、尾鰭、唇微白色；背鰭基底、臀鰭與胸鰭黑色，體長可達48公分，棲息於水質清澈的珊瑚礁，以軟體動物、甲殼類、海星、海膽、海參及藻類等為食，生活習性不明，可作為觀賞魚，有雪卡魚毒的紀錄。